# Terry Allen
Terry Du'Aun Allen (Houston, Texas, 29 de octubre de 1993) es un jugador de baloncesto estadounidense, de ascendencia nigeriana, que pertenece a la plantilla del Levanga Hokkaido de la B.League japonesa. Con 2,03 metros de estatura, juega en la posición de ala-pívot.

## Trayectoria deportiva
Jugó durante cuatro temporadas con los Spiders de la Universidad de Richmond, pero tras no ser elegido en el Draft de la NBA de 2016, firmó su primer contrato profesional en el baloncesto húngaro, en concreto, en las filas del EGIS Körmend donde disputaría la temporada 2016-17.
En julio de 2017 se comprometió con BCM Gravelines de la Pro A, la primera categoría del baloncesto francés.
En la temporada 2021-22, firma por el Medi Bayreuth de la Basketball Bundesliga, la primera categoría del baloncesto alemán.
En la temporada 2022-23, firma por el ESSM Le Portel de la LNB Pro A.
El 27 de julio de 2023 fichó por el Universo Treviso Basket de la Lega Basket Serie A italiana.